# Avenue of Stars (London)
Die Avenue of Stars, eine Straße in London, auf der sich nach dem Vorbild des Hollywood Walk of Fame in Los Angeles eine Reihe von fünfzackigen Sternen mit den Namen berühmter Musiker und Filmstars befanden, wurde im August 2005 eröffnet. Im Londoner Touristenviertel Covent Garden wurden zunächst 100 Sterne für legendäre britische Filmemacher wie Alfred Hitchcock, Charles Chaplin, Peter Sellers, Laurence Olivier und Alec Guinness in den Asphalt gegossen. Jährlich sollten weitere hinzukommen. Allerdings gab es im August 2006 Berichte, dass alle Stern-Platten bereits wieder entfernt wurden.
Bei der Auswahl der Geehrten dachte man in den Grenzen des Britischen Empire: Um sich für einen Stern zu qualifizieren. muss man „in Großbritannien, Irland oder einem Mitgliedsstaat des Commonwealth geboren“ sein. 
Auf der Liste der Geehrten auf der Avenue of Stars (London) finden sich alle Stars mit Stern in London.